# Duda Balje
Duda Balje (ur. 16 października 1977 w Prisztinie) – kosowska polityk pochodzenia bośniackiego.

## Życiorys
W 2009 roku ukończyła studia z ekonomii biznesu na Univerzitet EDUCONS w Sremskiej Kamenicy, a w 2015 roku na tym samym uniwersytecie obroniła pracę doktorską z zarządzania zasobami ludzkimi. Jako członkini Zgromadzenia Kosowa w latach 2001–2017 była przedstawicielką Bośniackiej Partii Demokratycznej w ramach koalicji Vakat. Przewodniczyła Komisji Praw Człowieka, Równouprawnienia, Osób Zaginionych i Petycji. W grudniu 2014 roku została wybrana wiceprzewodniczącą Zgromadzenia Kosowa. Po wyborach w październiku 2019 roku opuściła koalicję Vakat i przeszła do grupy parlamentarnej 6+. W styczniu utworzyła własną partię Unię Socjaldemokratyczną, która została zarejestrowana 14 stycznia 2020 roku. Głosowała za nowym rządem i dołączyła do grupy parlamentarnej Demokratyczna Liga Kosowa
Jest mężatką i ma troje dzieci.